# Skærbæk Sogn
Skærbæk Sogn (dt.: Scherrebek) ist eine dänische Kirchspielgemeinde (dän.: Sogn) in Nordschleswig. Bis 1970 gehörte sie zur Harde Hviding Herred im damaligen Tønder Amt, danach zur Skærbæk Kommune im damaligen Sønderjyllands Amt, die im Zuge der Kommunalreform zum 1. Januar 2007 in der „neuen“  Tønder Kommune in der Region Syddanmark aufgegangen ist.
Die Gemeinde hatte am 1. Januar 2023 3571 Einwohner, davon 3211 im Kirchdorf Skærbæk.